# 1-Бромпропан
1-Бромпропа́н (н-пропилброми́д) — это броморганическое соединение с химической формулой CH3CH2CH2Br. Представляет собой летучую бесцветную жидкость, которая используется в качестве растворителя. Имеет характерный «эфирный» запах. Его промышленное применение резко увеличилось в XXI веке из-за постепенного отказа от хлорфторуглеводородов, перхлорэтилена и хлоралканов, таких как 1,1,1-трихлорэтан, в соответствии с Монреальским протоколом.

## Получение
Промышленный способ получения 1-бромпропана включает в себя бромирование пропилена по свободнорадикальному механизму с последующим разделением смеси образующихся продуктов. 1-бромпропан образуется против правила Марковникова с относительно низким выходом (около 5 %).
Лабораторный способ получения включает в себя обработку пропанола-1 смесью бромистоводородной и серной кислот:
{\displaystyle {\ce {CH3CH2CH2OH + HBr -> CH3CH2CH2Br + H2O}}}
Альтернативными способами получения данного соединения являются нуклеофильное замещение гидроксильной группы пропанола-1 на бром под действием бромида фосфора(III): 
{\displaystyle {\ce {3CH3CH3CH2OH + PBr3 -> 3CH3CH2CH2Br + H3PO3}}}
и реакция Бородина-Хунсдикера с участием серебряной соли масляной кислоты:
{\displaystyle {\ce {CH3CH2CH2COOAg + Br2 -> CH3CH2CH2Br + CO2 ^ + AgBr}}}

## Свойства

### Физические свойства
При стандартных условиях представляет собой подвижную прозрачную жидкость, почти нерастворимую в воде, но неограниченно растворимую в большинстве органических растворителях. Летуч и взрывоопасен. Вызывает набухание многих органических полимеров, таких как полиуретан, полистирол, латекс, резина и других.

### Химические свойства
В целом, химические свойства 1-бромпропана аналогичны галогеналканам.
В воде, как и многие другие галогенопроизводные, медленно гидролизуется:
{\displaystyle {\ce {CH3CH2CH2Br + H2O <=> CH3CH2CH2OH + HBr}}}
Аналогично другим галогенпроизводным, со щелочами взаимодействие проходит гораздо быстрее и двумя путями, в зависимости от растворителя:
{\displaystyle {\ce {CH3CH2CH2Br + NaOH ->[H2O] CH3CH2CH2OH + NaBr}}}
{\displaystyle {\ce {CH3CH2CH2Br + NaOH ->[C2H5OH] CH3CH2=CH2 + NaBr + H2O}}}

## Применение
Как и многие другие жидкие галогенуглеводороды, 1-бромпропан применяется в качестве растворителя для монтажной пены, которая в свою очередь применяется для склеивания пенопласта. Также вещество применяется как растворитель при производстве асфальта, в авиационной промышленности и в производстве синтетического волокна, как растворитель для обезжиривания пластика, оптики и металлических поверхностей, для удаления остатков припоя с печатных плат.
Растущее использование 1-бромпропана в начале XXI века было вызвано потребностью в замене хлорфторуглеродов и тетрахлорэтилена в качестве растворителей монтажной пены, однако в настоящее время оно существенно сокращается, поскольку стали коммерчески доступны альтернативные, менее токсичные растворители.

## Безопасность
Продолжительное воздействие 1-бромпропана в более высоких концентрациях, чем рекомендовано нормами безопасности, может привести к серьёзным последствиям для здоровья. Его широкое применение в качестве растворителя в монтажных пенах, часто используемых для склеивания пенопласта и поролона, вызывает особенные опасения. Симптомы передозировки связаны с воздействием на нервную систему человека и могут включать в себя:
- Спутанность сознания
- Депрессию
- Невнятную речь
- Головокружение в сочетании с головной болью
- Тошноту
- Парестезию
- Онемение и снижение чувствительности к вибрации
- Нарушения равновесия
- Повышенную усталость
- Головные боли
- Нарушения сна
- Нарушения зрения (трудности фокусировки)
- Подёргивание мышц

Симптомы могут сохраняться в течение более чем одного года. Другие симптомы включают в себя раздражение слизистых оболочек, глаз, верхних дыхательных путей и кожи.
Воздействие 1-бромпропана, связанное с профессиональной деятельностью, обычно происходит при вдыхании паров или при контакте с кожей. Вещество легко всасывается в кровь через кожу. 1-бромпропан проникает через большинство материалов для защитных перчаток.

### Исследования на животных
Исследования на крысах показывают, что 1-бромпропан является канцерогеном. У грызунов, подвергшихся воздействию 1-бромпропана, чаще развивался рак лёгких, толстой кишки и кожи.